# Roy Booth
Roy Booth, född 1938, död 23 februari 2024, var radioastronom. Han var professor i radioastronomi vid Chalmers och föreståndare för Onsala rymdobservatorium. 2006 började han arbeta med radioastronomi i Sydafrika. Han blev 1985 utländsk ledamot av svenska Vetenskapsakademien och 1990 ledamot av Kungliga Vetenskaps- och Vitterhetssamhället i Göteborg.